# 點列蝴蝶魚
點列蝴蝶魚，為輻鰭魚綱鱸形目蝴蝶魚科的其中一種。

## 分布
本魚分布於東印度洋區，包括澳洲及印尼海域。

## 深度
水深1至40公尺。

## 特徵
本魚體呈方圓形，吻短，體色為米色，有一黑色直條紋穿過眼睛。體側具有許多細斑點排列，背鰭末端具有一黑眼斑。背鰭、臀鰭邊緣黑色，臀鰭基部及尾柄棕色，尾鰭黑色。背鰭硬棘12至13枚、背鰭軟條21至22枚；臀鰭硬棘3枚、臀鰭軟條18至19枚。體長可達13公分。

## 生態
本魚棲息在礁石平台或長有藻類的沙地上，成群游動，雜食性，以浮游生物及藻類為食。

## 經濟利用
可當作觀賞魚。